# Cappella di Santa Chiara
La Cappella di Santa Chiara ad Aiguilhe, Francia, è una cappella cattolica romanica risalente al XII secolo.  Dal 1889 è monumento storico della Francia. Si trova ai piedi del collo vulcanico sulla cui cima è situata un'altra cappella romanica, Saint-Michel d'Aiguilhe.

## Descrizione
La cappella è costruita in pietra vulcanica e ricoperta di ardesia. La pianta è ottagonale, con un'abside semicircolare. Ogni facciata della cappella presenta un arco, sorretto da due colonne con capitelli decorati con motivi stilizzati, sovrastato da un mosaico policromo.
Alcuni archi sono decorati con conci policromi. Oltre ad archi semplici troviamo archi trilobati e polibati, si trattava di elementi tipici dell'architettura del Califfato di Cordova, che si diffusero nell'architettura romanica francese attraverso i pellegrini che transitavano lungo il Cammino di Santiago di Compostela, in particolare lungo la Via Podiensis, che passava attraverso Aiguilhe.